# Prachtcotinga
De prachtcotinga (Pipreola formosa) is een zangvogel uit de familie Cotingidae (cotinga's).

## Verspreiding en leefgebied
Deze soort is endemisch in het noorden van Venezuela en telt drie ondersoorten:
- P. f. formosa: het kustgebergte in het noorden.
- P. f. rubidior: de bergen in het noordoosten.
- P. f. pariae: het schiereiland Paria in het noordoosten.

## Status
De grootte van de populatie is niet gekwantificeerd maar de soort wordt omschreven als vrij algemeen. Op de Rode lijst van de IUCN heeft deze soort de status niet bedreigd.